# 대소황천패
대소황천패(Big And Little Wong Tin Bar)는 홍콩에서 제작된 Lung To 감독의 1962년 영화이다. 성룡 등이 주연으로 출연하였다.

## 출연

### 주연
- 성룡
- 홍금보
- 이려화